# Oliver Hart

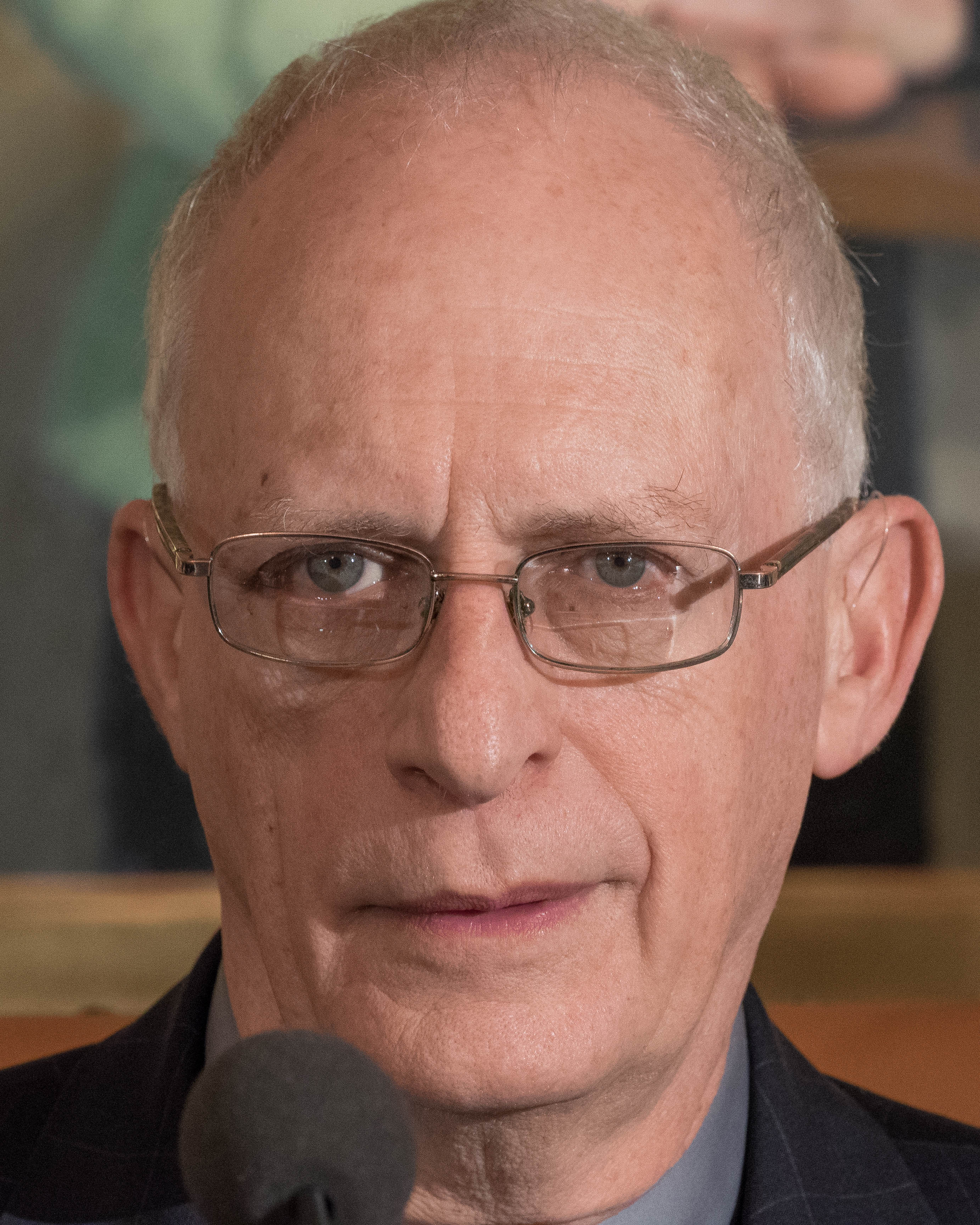
Oliver Hart (2016)

Oliver Simon D’Arcy Hart (* 9. Oktober 1948 in London) ist ein US-amerikanischer Ökonom britischer Herkunft. Zusammen mit Bengt Holmström erhielt er 2016 den Alfred-Nobel-Gedächtnispreis für Wirtschaftswissenschaften für „Beiträge zur Vertragstheorie“.

## Leben
Hart studierte Mathematik am King’s College (Cambridge) und Wirtschaftswissenschaften an der University of Warwick. Nach der Promotion an der Princeton University war er am Churchill College und als Professor an der London School of Economics and Political Science tätig. Seit 1984 lebt er wieder in den USA, deren Staatsangehörigkeit er annahm. Nach Tätigkeiten am Massachusetts Institute of Technology lehrt er seit 1993 an der Harvard University.
Seine Forschungsschwerpunkte sind Theorie des Unternehmens, Vertragstheorie und Corporate Finance. Hart geht davon aus, dass Verträge zwangsläufig unvollständig und daher die Verfügungsrechte von hoher Bedeutung sind.
Hart ist verheiratet und hat zwei Kinder.

## Mitgliedschaften
- 1979 Fellow der Econometric Society[5]
- 1988 American Academy of Arts and Sciences
- 2000 korrespondierendes Mitglied der British Academy[6]
- 2016 National Academy of Sciences

## Werke
- Oliver Hart: Firms, Contracts, and Financial Structure. Oxford University Press, 1995, ISBN 0-19-828881-6